# Turritriton labiosus
Turritriton labiosus, tiếng Anh thường gọi là Cymatium labiosum, là một ốc biển săn mồi, là động vật thân mềm chân bụng sống ở biển trong họ Ranellidae, họ ốc tù và.

## Miêu tả
Chiều dài tối đa của vỏ ốc được ghi nhận là 30 mm.

## Môi trường sống
Độ sâu tối thiểu được ghi nhận là 0.2 m. Độ sâu tối đa được ghi nhận là 91 m.